# Jorge Arreola
Jorge Arreola (* 17. Oktober 1972 in La Vega, Jalisco) auch bekannt unter dem Spitznamen El Remi, ist ein ehemaliger mexikanischer Fußballspieler, der zu Beginn seiner Karriere im Mittelfeld eingesetzt wurde und ab der Saison 1995/96 in der Verteidigung agierte.

## Leben
Arreola begann seine Laufbahn in der mexikanischen Primera División 1992 beim Rekordmeister Chivas Guadalajara, für den er erstmals am 23. August 1992 in einem Spiel bei Monarcas Morelia zum Einsatz kam. In diesem wurde er in der 71. Minute für Mario Alberto Arteaga eingewechselt und erzielte bereits 18 Minuten später sein erstes Tor in der höchsten mexikanischen Spielklasse zum 2:0-Endstand.
In seiner ersten Saison 1992/93 kam Arreola in 31 (von 38 möglichen) Spielen zum Einsatz, von denen er 25 über die volle Distanz von 90 Minuten bestritt und insgesamt vier Tore erzielte.
Im Torneo Verano 1997, in dem er mit Chivas den Meistertitel gewann, absolvierte er in 23 Spielen seiner Mannschaft nur noch zwölf Einsätze und kam nur zweimal über die volle Distanz von 90 Minuten zum Einsatz. Sein persönlich erfolgreichstes Spiel in diesem Turnier war das am 18. Mai 1997 ausgetragene Heimspiel gegen Santos Laguna, in dem er erst in der 77. Minute eingewechselt wurde und dennoch zwei Tore innerhalb von neun Minuten zum 4:0 und 5:0-Endstand erzielte.
Nach dem Titelgewinn mit Guadalajara wechselte Arreola zu den Tiburones Rojos Veracruz, mit denen er am Ende der darauffolgenden Saison 1997/98 in die zweitklassige Primera División 'A' abstieg.
Das Kalenderjahr 1999 verbrachte er bei Toros Neza und anschließend kehrte er für die Saison 2000/01 noch einmal zu Chivas Guadalajara zurück, bevor er seine aktive Laufbahn in Diensten des CD Zacatepec beendete.

## Erfolge
- Mexikanischer Meister: Verano 1997